# Miriam Etz
Erna Miriam Etz, geborene Kaufmann (* 1914 in Kaiserswerth, Landkreis Düsseldorf; † 14. Juli 2010 in Rio de Janeiro, Brasilien), war eine deutsch-brasilianische Künstlerin. Sie gilt als Pionierin der Bikini-Mode in Brasilien, weil sie bereits 1936 als erste an Stränden in Rio de Janeiro einen zweiteiligen Badeanzug trug, den sie in den Jahren 1946 bis 1948 zum Bikini fortentwickelte.

## Leben
Miriam wurde als Tochter des Malers Arthur Kaufmann in Kaiserswerth bei Düsseldorf geboren. Ihr Vater war ein Mitglied der rheinisch-expressionistischen Künstlergruppe um die Düsseldorfer Künstlerhändlerin Johanna Ey. Er übernahm Führungsfunktionen in den Formationen Das Junge Rheinland, Rheingruppe und Rheinische Sezession sowie 1930 die Leitung der Dekorationsfachschule Düsseldorf. Ihre Mutter Elisabeth, geborene Musset (1887–1968), war eine ausgebildete Psychologin und bis 1933 Mitarbeiterin des Westdeutschen Rundfunks.
Nachdem Miriams Vater im März 1933 infolge der Machtübernahme des Nationalsozialismus als Schulleiter entlassen worden war, zog ihre Familie nach Scheveningen bei Den Haag in die Niederlande. Dort betrieben ihre Eltern eine Pension. Dann kam Miriam nach London, wo sie ihren späteren Ehemann, den Maler, Fotografen und Werbedesigner Hans Etz, kennenlernte, einen Meisterschüler von Paul Klee. 1936 emigrierte das Paar zu Bekannten nach Brasilien. Am 1. Januar 1937, sieben Monate nach Ankunft in Rio de Janeiro, wurde die später ebenfalls künstlerisch tätige Tochter Ira geboren (benannt nach der Romanfigur Iracema). Danach kam der Sohn Roberto zur Welt. Die junge Familie wurde Teil der kosmopolitisch geprägten Künstlerkolonie von Ipanema. Zu ihrem Freundeskreis zählten João Gilberto, Tom Jobim und Nara Leão. Als leitende Angestellte des Kosmetikunternehmens Avon trug Miriam Etz wesentlich zum Familienunterhalt bei. Später, nach ihrer Pensionierung, zog die Familie Etz nach Nova Friburgo, wo sie sich erneut Künstlerkreisen anschloss. Im Dorf Conselheiro Paulino erwarben sie ein Grundstück.
Miriam Etz schuf Gemälde, darunter viele Aquarelle mit floralen Motiven, die sie auf Einzel- und Gruppenausstellungen zeigte. Auch kreierte sie Puppen mit brasilianischen Charakteren. Wie sie sagte, gefielen ihr einteilige Badeanzüge nicht. So schneiderte sie nach dem Muster eines 1936 aus London mitgebrachten, selbst angefertigten Zweiteilers aus Wolle für sich einen Bikini, den sie 1946 erstmals an Stränden von Rio de Janeiro trug, ab 1948 an einem Strand beim Felsen Arpoador in einer am Po weiter ausgeschnittenen Variante mit „drei Fingern weniger Stoff“, welche auch den Nabel unbedeckt ließ. Damit erregte sie großes Aufsehen, was ihre Bekanntheit förderte und dazu beitrug, das Kleidungsstück in Brasilien populär zu machen. Auch wird sie von Ruy Castro damit zu den Frauen gezählt, die den von Vinicius de Moraes und Tom Jobim besungenen Typus der „Garota de Ipanema“ entwickelt haben.